# Stonehaven Open Air Swimming Pool
Der Stonehaven Open Air Swimming Pool ist ein Freibad in Schottland, das 1934 eröffnet wurde. Die Anlage hat ein Schwimmbecken mit der olympischen Länge von 50 Metern und liegt im Queen Elizabeth Park in Stonehaven in Aberdeenshire. Es ist das nördlichste Freibad im Vereinigten Königreich. Seit 2005 ist die Anlage als Denkmal der Kategorie B geschützt.

## Beschreibung
Der Stonehaven Open Air Swimming Pool ist das einzige Freibad im Vereinigten Königreich im Art-déco-Stil mit einem Schwimmbecken mit der olympischen Länge von 50 Metern. Das Schwimmbecken ist beheizt und hat eine Temperatur von 29° Celsius. Am tieferen Ende des Beckens befindet sich eine kleine Wasserrutsche, die wie ein Hai aussieht. Eine weitere Attraktion des Freibades ist das Swoopee, ein aufblasbares Gebilde für Kinder mit Klettermöglichkeiten und Rutschen, das nachmittags an den Wochenenden – und täglich in der Hochsaison (während der Schulferien) – im Becken schwimmt. In der Hochsaison wird zusätzlich ein Mitternachtsschwimmen angeboten. Früher gab es auch einen Sprungturm, der jedoch im Juni 2013 entfernt wurde.
Das Freibad ist zwischen Ende Mai und Anfang September geöffnet.
Neben dem Freibad befindet sich eine Freizeitanlage mit einem Hallenbad.

## Geschichte
Das Freibad wurde am 4. Juni 1934 eröffnet.
1994 wollte die Kreisverwaltung von Aberdeenshire das Freibad schließen, aber eine örtliche Initiative – die Friends of Stonehaven Open Air Swimming Pool – setzte sich erfolgreich für eine Rettung des Freibads ein. Diese Initiative ist jetzt eine wohltätige Organisation (SCIO, Scottish Charitable Incorporated organisation) und arbeitet mit der Kreisverwaltung zusammen. Die Kreisverwaltung ist nach wie vor Besitzer und betreibt die Anlage, die Friends kümmern sich um Pflege, Umbauten und Werbung für das Freibad.
2014 besuchten etwa 30.000 Besucher das Freibad.